# 上表文
上表文（じょうひょうぶん）とは、君主に文書を奉ること。またその文書をいう。上書（じょうしょ）ともいう。

## 倭王武の上表文
倭の五王の最後の倭王武は、宋の昇明2（478年）5月、宋の皇帝順帝に上表文を奉っている。
- 「封国は偏遠（へんえん）にして藩（はん）を外に作（な）す。昔から祖彌（そでい）躬（みずか）ら甲冑を環（つらぬ）き、山川（さんせん）を跋渉（ばっしょう）し、寧処（ねいしょ）に遑（いとま）あらず。東は毛人を征すること五十五国。西は衆夷を服すること六十六国。北の海を渡りて平らぐること九十五国。王道融泰（ゆうたい）にして、土を廓（ひら）き畿を遐（はるか）にす。累葉朝宗（るいようちょうそう）して歳（としごと）に愆（あやま）らず。」（『宋書』倭国伝）

倭王武は、祖先の功業の成果として、東国の毛人の国々のみならず、対馬海峡を渡って南朝鮮の国々まで、倭国の威力が行き渡っているかのように誇らしげにうたいあげている。この第1段とも謂うべきところが特に有名である。この上表文には、『春秋左氏伝』『毛詩』『荘子』『周礼』『尚書』等から引かれているものが見受けられるという。例えば、「躬ら甲冑を環き、山川を跋渉す」などは『春秋左氏伝』にも見られる字句である。この上表文を書いた倭王朝官人の漢文の教養の深さが窺われる。
「倭の五王」のうちの倭王武は、雄略天皇に比定されることもあるが確証はない。（→古墳時代）

## 遣隋使の上表文
第1回遣隋使は、600年（推古8）に派遣された。『隋書』にみえるが、『日本書紀』には記載はない。因みに、『隋書』の著者は、魏徴（？- 貞観17年（643））である。この時は上表文はなかったと見られる。
- 「開皇20年、俀王あり、姓は阿毎（アメ）、字（あざな）は多利思比孤（タラシヒコ）、阿輩雞彌と号す。使いを遣わして闕（けつ）に詣（いた）る。（中略）王の妻は雞彌と号す。（中略）太子を名づけて利歌弥多弗利と為す（『隋書』「卷八十一 列傳第四十六 東夷 俀國」）

文帝の開皇20年（600年）は、推古8年である。阿毎多利思北孤は天を兄とし、日を弟とし、その名は天より垂下した尊貴な男子という意味で、天孫降臨を思わせる。「阿輩雞彌」はオオキミの音を写したものと見られている。そうすると6世紀末の時点で俀王は国内で「大王（オオキミ）」と称されていたことが分かる。

第2回目遣隋使として、阿毎多利思北孤が、隋の皇帝煬帝に奉った有名な国書（上表文）は次の通りである。
- 「日出ずる処の天子、書を日没する処の天子に致す。恙無き（つつがなき）や（『隋書』「卷八十一 列傳第四十六 東夷 俀國」）

これを見た煬帝は、立腹し、外交担当官である鴻臚卿（こうろけい）に「蕃夷の書に無礼あらば、また以て聞するなかれ」と命じたという。
これに対して、煬帝が倭王に宛てた国書は、『日本書紀』によれば小野妹子が紛失したというが隋使裴世清が持参した国書が『日本書紀』に載っており「皇帝問倭皇」から始まる。これが事実なら煬帝は「倭王」でなく「倭皇」を用いたことになる。
第3回遣隋使は608年（推古天皇16年）に、隋の皇帝あての国書を持たせ、また、小野妹子を大使に、難波吉士雄成を小使に、鞍作福利を通事（つうじ）に任命し、裴世清一行と留学生8人を渡航させた。
その時もたせた国書の文面が『日本書紀』推古天皇16年9月の条に載っている。
- 「東の天皇、敬（つつし）みて西の皇帝に白（もう）す。使人鴻臚寺の掌客裴世清等至りて、久しき億（おも）ひ、方に解けぬ。季秋やうやくに冷し。尊（かしこどころ）、如何に。想うに清悆ならむ。此は即ち常の如し。いま大礼蘇因高・大礼乎那利等を遣して往でしむ。謹みて白す。具（つぶさ）ならず。」

この国書には、さすがに前回のような「天子」や「書を致す」などの字句や表現を用いていない。しかし、「倭王」と書かないで「天皇」号を用いている。これが事実であれば倭国の外交文書上、はじめて天皇号を用いられたことになる。

## 遣唐使の上表文
第1回遣唐使には、630年（舒明2）犬上御田鍬が遣わされた。
- 貞観5年、使いを遣わして方物を献ず。太宗、その道の遠きを矜（あわれ）み、所司に勅して、歳貢せしむることなからしむ。（『旧唐書』倭国日本伝）

- 太宗の貞観5年、使いを遣わして入貢す。帝、その遠きを矜（あわれ）み、有司に詔して、歳貢にかかわることなからしむ。（『新唐書』日本伝）

貞観5年（631年）に倭国は使者を派遣して、入貢し方物を献じたが、太宗は、倭国は遠い国であるから、毎年朝貢する必要はない、と担当の役所に命じた、という。
中国は、この国号変更のことを『旧唐書』『新唐書』にのせている。（→倭）

## 渤海王の上表文
『続日本紀』天平勝宝5年（753年）6月8日条に、孝謙天皇が高麗（渤海）の古い記録を調べた際、渤海が国を平定した日の上表文の記述として、
- 「日本と渤海は血族なら兄弟にあたり、義の上では君臣の関係にあります。そのため、ある時には援兵をお願いしたり、あるいは天皇のご即位をお祝いしたりしています。朝廷に参上する不変の儀式を整え、忠誠の真心を表します」

と聖武朝ではあったのに、今の代（孝謙朝）では渤海から上表が出されていないのはなぜかといった記述がなされている。
宝亀2年（771年）12月21日条では、上表文を持った壱万福らが入京したが、同3年（772年）正月16日条において、その上表文が無礼であるとして、咎められる記述があり、先例と異なったため、受け取らない処置がとられている。さらに、同4年（773年）6月12日条、渤海国使の烏須弗（うすふつ）が上表文を持ってきたが、6月24日条において、前使の壱万福らの進上した上表文の言葉は驕慢であったので、その事情を告知して、すでに退去させてしまっていると記され、能登国司の言上では、「渤海国使の烏須弗らの進上した上表文とその函も、通例と違っていて無礼である」と報告し、朝廷に召さず、本国に帰らせる処置をとっている（『続記』の記述では、国使は、このまま帰れば、罰を受けると泣いて抗議をしたとされる）。同10年（779年）11月9日条、渤海押領（統率者）・高洋粥（こうようしゅく）らの上表文は無礼であるから進上させてはならないと記述されており、聖武朝以降は態度が変化していることがわかる。

## 勘合貿易の上表文
明は諸外国の国王名義の表文を持参した国家に対してのみ勘合貿易（朝貢貿易）を認め、それが無い場合には貿易を拒否した。
足利義満も「日本国王」として明の皇帝永楽帝に表文を送った。『善隣国宝記』によれば、「日本国王 臣源表（す）」から始まる中国の伝統的な表文の形式に則っており、これに対して永楽帝は「日本国王之印」を授けている。

## 古事記の「序を併せたり」
『古事記』の選者太安万侶（?-723）が奉ったとされている序文も上表文である。

## その他
- 『日本書紀』敏達天皇元年（572年）5月条、高麗国使が烏の羽に上表文を書いたものを持ってきたが、黒くて読めなかったため、これを炊飯の湯気で蒸し、柔らかい上等の絹布に羽を押し付け、字を写し取った話が記述されている。この逸話は『続日本紀』延暦9年（790年）7月17日条においても紹介されている。
- 『続日本紀』宝亀11年（780年）2月15日条において、光仁天皇は新羅国王に対し、上表文を函に入れて出すように要求しているが、これ以前の天平勝宝4年（752年）にも使者に対し、2度にわたって要求しているため、再三の要求であり、このため、大宰府と対馬の守備兵に対して、「上表文をもたない使者は国境より入れるな」と勅も出されている。